# Негбрэ, Эльса Биагнэ
Биагнэ Эльса Негбре (Elsa Biagne Negbre, род. 11 мая 1992) — ивуарийская шашистка (международные шашки). Победительница первого чемпионата Африки (2018), пятикратная чемпионка Кот-д’Ивуара (2012, 2013, 2014, 2017, 2018). Участница чемпионата мира 2019 года (15-е место). Кандидат в мастера ФМЖД (CMFF). Тренер Хуо Ди Гури.
В 2017 и 2018 сыграла за женскую сборную на командном чемпионате Кот-д’Ивуара.